# Хасан, Мохамед Абди
Мохамед Абди Хасан (сомал. Maxamed Cabdi Xasan, араб. محمد عبدي حسن‎; род. XX век, Харардере), также известен как Афвейн— сомалийский лидер пиратов, дипломат и предприниматель. Основал сеть пиратов Хобио-Харардере в 2005 году и быстро превратился в одного из выдающихся пиратов Сомали. В 2012 году он начал уходить из «индустрии» пиратства. В том же году Хасан был арестован в Малайзии, но был освобожден, так как ему удалось добиться дипломатической неприкосновенности в Могадишо.
В 2013 году Хасана заманили в Бельгию, а в 2016 году приговорили к 20 годам тюремного заключения за многочисленные преступления.

## Личная жизнь
Имеет прозвище «Афвейн» («Большой рот»). Хасан родом из Харардхере, портового города в южно-центральном районе Галмудуг в Сомали. Происходит из Хабар Гидир, субклана Хавийе. У Хасана есть сын Абдикадир, который тесно сотрудничает с ним в деловых операциях.

## Карьера
В 2005 году Хасан начал свою карьеру в сфере пиратства. По данным бельгийских властей, за следующие восемь лет он заработал миллионы на незаконной деятельности.
В 2009 году Группа наблюдателей ООН по Сомали и Эритрее выяснила, что Хасан угнал более чем 7 судов. Некоторые СМИ утверждали, что он также участвовал в захвате десятков других кораблей, среди которых были супертанкер MV Sirius Star и украинский груженый танками MV Faina в 2008 году.
На пике своей карьеры Хасан был объектом культа. Покойный лидер Ливии Муаммар Каддафи почитал его как национального героя, пригласив в 2009 году в Ливию на четырехдневный праздник.
В 2010 году боевики «Харакат аш-Шабааб» напали на пиратские крепости, находящиеся в Харадхере и Хобьо. Впоследствии Хасан заключил официальное соглашение с ними, согласившись перечислять налог в размере 100 тысяч долларов за каждый угон самолета в обмен на отсутствие вмешательства в его операции.
Хасан указал в интервью испанской ежедневной газете ABC, что не было «никаких политических отношений, только отношения, основанные на деньгах», добавив, что он платил 5 процентов своей прибыли от выкупа в качестве платы за безопасность. Позже он отрицал свою причастность к группе боевиков. Однако в апреле 2012 года сын Хасана утверждал, что партнерство с компанией все еще существует.
В 2010 году Хасан получил официальное помилование от Мохамеда Адена («Тисей»), который в то время был президентом администрации южно-центрального района Сомали Химан и Хеба. Затем Хасан передал управление своими пиратскими операциями своему сыну. Впоследствии он начал диверсифицировать свои инвестиции, чтобы минимизировать риск. В отчете ООН за 2011 год утверждалось, что Хасан использовал свою выкупную прибыль для покупки ката с наркотиками в Кении для последующей перепродажи пиратам в Харардере и других местах вдоль побережья Сомали.
В 2012 году опубликованный отчет ООН утверждал, что Хасан был «одним из самых известных и влиятельных лидеров пиратской сети Хобио-Харардхере», района в автономном районе Галмудуг на юге центральной части Сомали. По словам федерального прокурора Йохана Дельмулле, Хасан «несет ответственность за угон десятков коммерческих судов с 2008 по 2013 год».
В апреле 2012 года власти Малайзии поймали Хасана. Позже он был освобожден, когда был получен документ от тогдашнего переходного правительства Сомали. Сообщается, что бывший президент дал Хасану дипломатический статус и дипломатический паспорт в качестве стимула для выхода из пиратского бизнеса.
Позднее в том же году Бельгия и Сейшельские Острова выпустили красное уведомление Интерпола об аресте Хасана.
В январе 2013 года Хасан объявил в южно-центральном городе Ададо, что он отказался от преступлений и ушел из пиратского бизнеса. Он также утверждал, что ему удалось убедить многих своих коллег последовать его примеру. По словам Мохамеда Адена Тисей, главы местной администрации Ададо, муниципальным чиновникам удалось убедить Хасана и других командиров пиратов разоружиться, поскольку главари пришли к пониманию того, что они больше не могут действовать безнаказанно, и прибыль упала.
После создания нового федерального правительства в Сомали Хасан приступил к переговорам по соглашению о национальной программе амнистии и реабилитации пиратов. Затем при посредничестве Тисей была проведена серия встреч между высокопоставленными должностными лицами федерального правительства Сомали и высшим командованием пиратской сети Хобио-Харардере. Хасан одновременно основал Агентство по борьбе с пиратством в Могадишо и обратился к правительству и международному сообществу за финансированием инициативы, которая предусматривала создание лагерей реабилитации и обучения навыкам для бывших пиратов. Кроме того, Хасан и его сын попытались заключить сделку, по которой все оставшиеся пленники, удерживаемые сетью Хобио-Харардхере, будут освобождены в обмен на объявленную выплату в размере 2 миллионов долларов от федеральных властей Сомали. Сделка сорвалась после внутренних разногласий и незаконного присвоения средств, что закончилось смертью пиратского переговорщика.

### Арест
В октябре 2013 года Хасан был арестован в Бельгии по обвинению в организации угона бельгийского земснаряда Pompei в 2009 году. Ему также были предъявлены обвинения в похищении экипажа корабля и принадлежности к преступной организации.
Через своего соратника Тисея Хасан был приглашен в качестве консультанта для съемок документального фильма о его пиратских подвигах. После нескольких месяцев переговоров Хасан и Тисей вылетели в Брюссель под предлогом участия в кинопроекте. Документальный фильм оказался частью спецоперации бельгийских агентов под прикрытием, которая была организована решением прокуратуры. По её словам, на то, чтобы заманить Афвейна в Брюссель, потребовались месяцы. Бельгийские агенты под прикрытием были завербованы после заявления прокуратуры о неэффективности международного ордера на арест для задержания подозреваемых.
Вместе с Тисеем Хасан предстал перед судом в Брюгге и в марте 2016 года был приговорен к 20 годам тюремного заключения. Он — первый лидер пиратов, преследуемый международным сообществом. По юридическим причинам не было предпринято никаких попыток конфисковать какое-либо имущество, полученное пиратством. Мохамед Аден Тисей получил всего 5 лет и затем был досрочно освобожден.